# 環圈

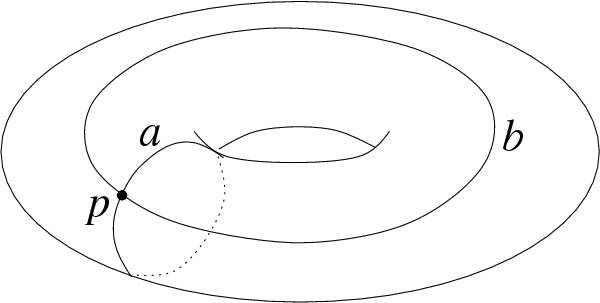
在环面上的二個環圈a及b

數學中的環圈（loop）是拓扑空间X上的连续函数f，其定義域為单位区间I = [0,1]，而且f(0) = f(1)。換句話說，環圈是拓扑學中，起點和終點相同的道路（path）。
環圈也可以視為是從點標空間單位圓S1映射到X的連續映射f，因為S1可以視為是I商空间under the identification of 0 with 1。
X所有環圈的集合可以形成一空間，稱為X的環圈空間。